# Cena Point Alpha
Cena Point Alpha je udělována za zásluhy o jednotu Německa a Evropy v míru a svobodě, kterou uděluje Kuratorium německé jednoty (Kuratorium Deutsche Einheit e.V. - KDE).
Cenu Point Alpha získali v červnu 2005 George Bush st., Michail Gorbačov, Helmut Kohl. V září 2008 ji získal bývalý český prezident Václav Havel.